# Всеукраинский национальный съезд

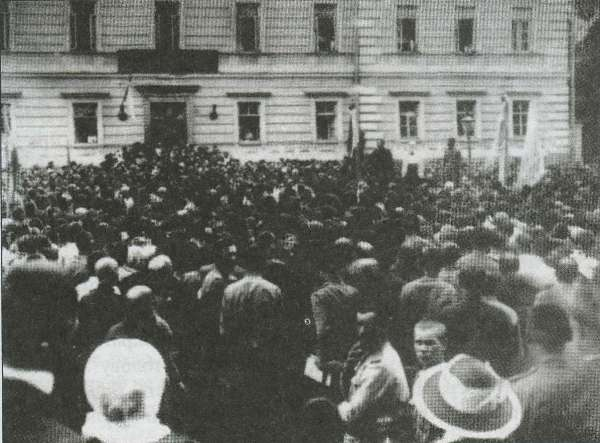
Участники официальных делегаций сходятся в зал заседаний Конгресса

Всеукраинский национальный съезд (укр. Всеукраїнський національний конгрес (Всеукраїнський з'їзд)) (6 (19) — 8 (21) апреля 1917 года, Киев) — согласно концепции «Украинской национально-демократической революции», важнейшее событие её начального этапа, первый представительский форум украинского национального движения на территории Украины и первый шаг к созданию украинского национального государства.
Проведением Всеукраинского национального съезда завершился процесс формирования Украинской Центральной рады (УЦР) и превращения её в общеукраинский орган представительной власти и начался второй период её деятельности — борьба за национально-территориальную автономию Украины.
Более восьмисот делегатов съезда от различных украинских политических, общественных, культурно-образовательных и профессиональных организаций обсудили вопросы национально-территориальной автономии Украины, приняли решение о создании органа государственной власти и выработке проекта автономного статута Украины и избрали новый состав Центральной рады. Михаил Грушевский был переизбран главой (председателем) Центральной рады, его заместителями стали Сергей Ефремов и Владимир Винниченко, которые возглавили и исполнительный орган — Малую раду. Мандаты членов Рады получили известные украинские общественные и политические деятели: Д. Дорошенко, Н. Михновский, В. Прокопович, Е. Чикаленко, А. Шульгин, А. Никовский, С. Русова, В. Леонтович, Л. Старицкая-Черняховская и др.
В резолюции съезда было заявлено: «В соответствии с историческими традициями и современными реальными потребностями украинского народа, съезд признаёт, что только национально-территориальная автономия Украины в состоянии удовлетворить чаяния нашего народа и всех других народов, живущих на украинской земле».
Как отмечает М. В. Соколова, уже резолюция этого съезда отражала известную эскалацию требований к Временному правительству. Хотя авторы резолюции вслед за Временным правительством признали, что основные проблемы, стоящие перед страной, могут обсуждаться и решаться только Учредительным собранием, однако требование, чтобы в будущей мирной конференции участвовали «кроме представителей воюющих держав, и представители народов, на территории которых происходит война, в том числе и Украины», явно говорило о намерении превратить Украину в субъект международного права, что уже выходило за рамки программы автономии.

## Февральская революция и Украина

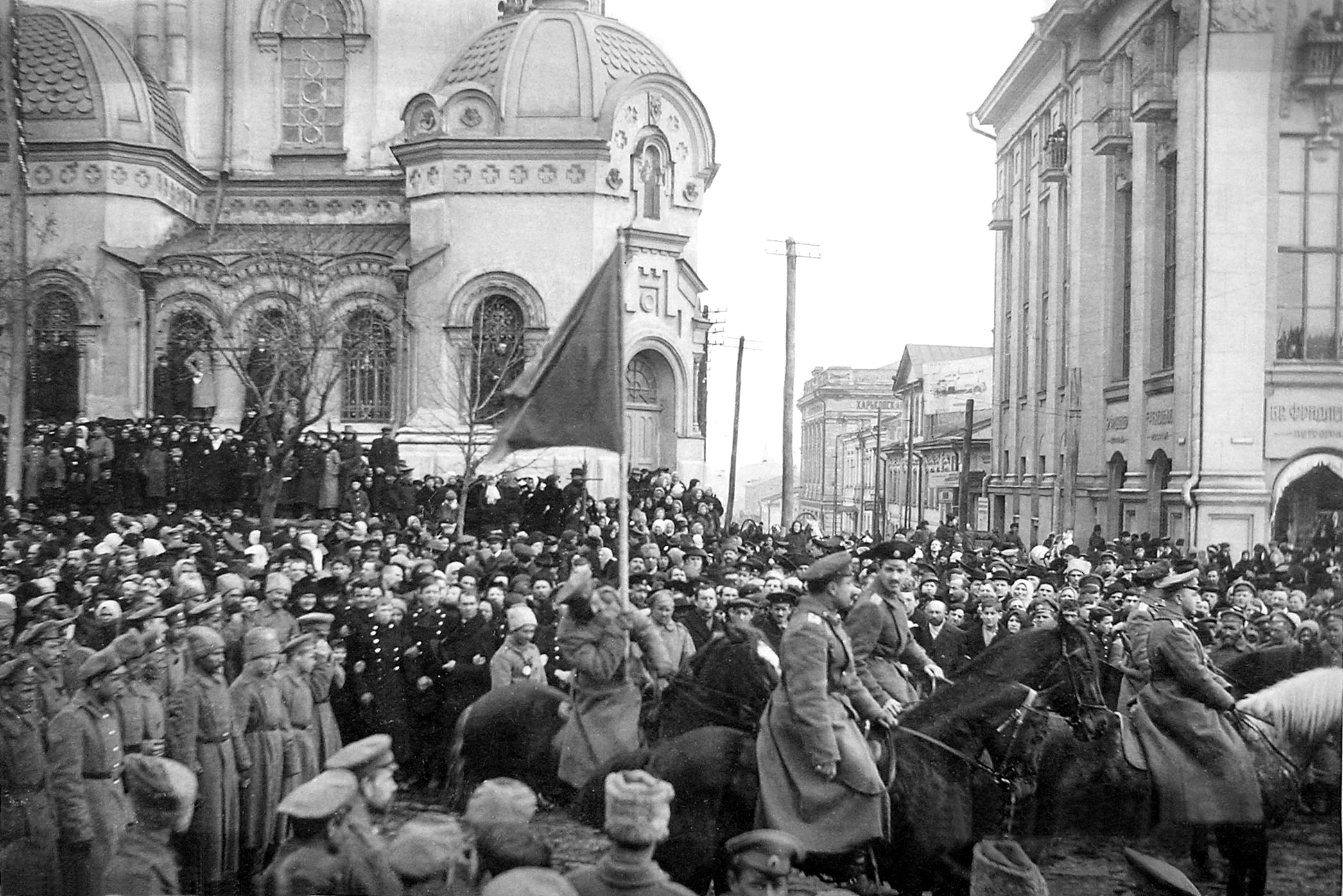
Митинг в Харькове по случаю известия о Февральской революции в Петрограде, весна 1917 года.

Известия о смене центральной власти в Российской империи достигли Киева 3 (16) марта 1917 года.
3—5 (16—18) марта на территории всей Украины были ликвидированы органы царской администрации, исполнительная власть перешла к назначенным Временным правительством губернским и уездным комиссарам. Как и на остальной территории бывшей Российской империи, здесь начали формироваться Советы рабочих и солдатских депутатов как представительные органы революционно-демократических сил.
В отличие от Петрограда, где с первых дней революции оформилось и утвердилось двоевластие (Временное правительство и Петросовет), в Киеве на арену политической жизни вышла и третья сила — Центральная рада, задачей которой её создатели определили координацию национального движения. Инициаторами создания Центральной рады стали умеренные либералы из Товарищества украинских прогрессистов совместно с социал-демократами (через несколько недель к деятельности Центральной рады подключились также украинские эсеры).
Уже при создании Центральной рады выявились различные мнения относительно будущего статуса Украины. Сторонники самостоятельности (самостийники) во главе с Н. Михновским выступали за немедленное провозглашение независимости. Автономисты (В. Винниченко, Д. Дорошенко и их сторонники из Товарищества украинских прогрессистов) видели Украину автономной республикой в федерации с Россией. Таким образом сформировались два центра национальных сил с различными взглядами на государственно-политическую организацию будущей Украины. Стремясь избежать раскола в национальном движении, руководители согласились создать объединённый орган, получивший название Украинская центральная рада. Председателем УЦР был избран Михаил Грушевский, один из руководителей Товарищества украинских прогрессистов.
В своей приветственной телеграмме на имя главы Временного правительства князя Львова и министра юстиции Керенского от 4 (17) марта и в «Обращении к украинскому народу» 9 (22) марта Центральная рада заявила о поддержке Временного правительства.

## Развитие революционного процесса на Украине
Весной 1917 года события на Украине развивались в русле общероссийской революции. Высшим органом власти обновлённой демократической России считалось Временное правительство, которому официально подчинялись гражданские и военные власти. В Киеве оно было представлено губернским комиссариатом. Что касается Центральной рады, то она позиционировала себя как территориальный орган, проводящий на Украине революционную политику Временного правительства. Кроме этих политических сил, фактической властью в своих регионах и на местах располагали советы рабочих, крестьянских и солдатских депутатов.
Уже 20 марта (2 апреля) Временное правительство приняло постановление «Об отмене вероисповедных и национальных ограничений», в котором объявлялось о равенстве всех религий перед законом, отменялись все ограничения граждан в правах в зависимости от вероисповедания и национальности, декларировались свобода совести, право на получение начального образования на родном языке, местные языки допускались, хотя и в ограниченной мере, в суд и делопроизводство. Особое значение для Украины имел содержавшийся в Постановлении пункт об отмене черты оседлости. Ещё ранее Временным правительством был принят ряд мер, прямо касавшихся Украины: амнистия осуждённым галичанам, освобождение униатского митрополита Андрея Шептицкого, возобновление деятельности украинского культурно-просветительного общества «Просвита», открытие в Киеве украинской гимназии.
Как отмечает украинский историк Н. Д. Полонская-Василенко, в первые послереволюционные месяцы «устремления украинских деятелей всех партий ограничивались автономией Украины в федеративной Российской державе. Про самостийность, про создание независимого государства думали только единицы».

## Подготовка к созыву Всеукраинского съезда
Первое сообщение о намечающемся созыве съезда было опубликовано 19 марта (1 апреля) в газете «Вести из Украинской Центральной Рады». 28 марта (10 апреля) в газете «Киевская мысль» были опубликованы программа съезда и инструкция о выборах делегатов, разработанные Михаилом Грушевским. Проведение съезда было назначено на пасхальные праздники — 6-8 (19-21) апреля. Лидеры УЦР намеревались провести съезд на основе национально-территориального представительства с участием всех регионов Украины, украинских политических, общественных, культурно-образовательных и профессиональных организаций.
В своей статье «На Всеукраїнський з'їзд», опубликованной 29 марта (11 апреля), Михаил Грушевский призвал украинцев и представителей других национальностей «всех областей, краёв и уголков нашей национальной территории, стоящих на украинской политической платформе», принять активное участие в его работе. Автор подчёркивал:

Центральная задача съезда — завершить нашу организацию. Центральная Рада, созданная в Киеве из представителей всех киевских слоёв и дополненная делегатами от некиевских организаций, уже теперь, в своём временном составе, является признанным всем сознательным украинством центральным украинским правительством. Съезд должен придать ему окончательный вид, избрать его в постоянном уже составе … одним словом, привести в систему и порядок всеукраинскую национальную организацию.
Оригинальный текст (укр.)Центральне завдання з'їзду — завершити нашу організацію. Центральна Рада, створена у Києві з представників усіх київських верств і доповнена делегатами організацій позакиївських, уже тепер, в своїм тимчасовім складі є признаним усім свідомим українством центральним українським урядом. З'їзд має дати йому останню форму, вибрати його в постійнім уже складі … одним словом, привести в систему і порядок всеукраїнську національну організацію.

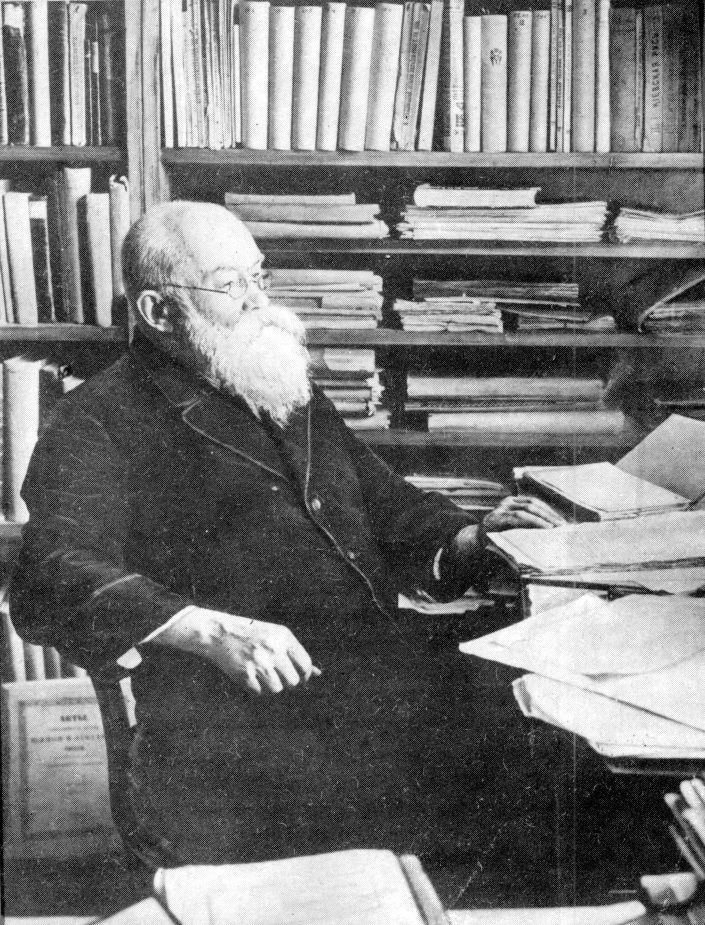
Михаил Грушевский в своём рабочем кабинете

Подготовка съезда проходила в напряженной обстановке.
Позднее, однако, Михаил Грушевский, возвращаясь к событиям того времени в своих мемуарах, приводил некоторые факты, которые раскрывали «внутреннюю логику» подготовки съезда. Он отмечал, что инициаторы созыва съезда стремились провести его как можно скорее, чтобы продемонстрировать Временному правительству всю серьёзность и принципиальный характер требований украинского общества:

Временное правительство проявляло тенденцию откладывать всё до Учредительного собрания и рассматривало украинский вопрос как часть общего комплекса национальных проблем. В то же время вопросы Финляндии, Польши, Закавказья оно рассматривало как настолько сами собой разумеющиеся, что считало возможным немедленно, своей властью предоставить им политические права, не дожидаясь Учредительного собрания. Нам, следовательно, надо было продемонстрировать общенародный императивный характер украинских требований, как можно громче и недвусмысленнее … Через головы наших киевских недругов и клеветников нам надо было показать не только Временному правительству, а всему российскому обществу, что наши требования — требования общенародные, и что народ ожидает их исполнения нетерпеливо, принимает глубоко к сердцу любое промедление, и шутить с таким откладыванием «до Учредительного собрания», которое неизвестно когда состоится, — это вещь не совсем безопасная.
Оригинальный текст (укр.)Тимчасовий уряд мав тенденцію відкладати усе до Установчих зборів і туди пакував українську справу в комплексі національного питання взагалі. Але справи Фінляндії, Польщі, Полудневого Кавказу він признавав настільки ясними самі собою, що уважав можливим негайно, своєю властю декретувати їм політичні права, не чекаючи Установчих зборів. Нам, значить, треба було продемонструвати загальнонародний імперативний характер українських домагань, можливо яскраво і недвозначно … Через голови наших київських неприятелів і клеветників нам треба було показати не тільки Тимчасовому урядові, а всьому російському громадянству, що наші домагання — се домагання загальні, народні, і народ чекає їх сповнення нетерпеливо, бере до серця кожну проволо́ку, і жартувати таким відкладанням „до Установчих зборів“, котрі невідомо коли відбудуться, се річ не зовсім безпечна

## Состав и участники
Согласно разработанным УЦР нормам представительства на съезде, своих представителей могли направить «все политические, культурные, профессиональные, территориальные украинские организации, которые поддерживают требование широкой национально-территориальной автономии Украины и всей полноты украинской политической и культурной жизни, а именно партии, культурные, просветительские и экономические общества; рабочие, крестьянские, военные организации, организации духовенства, служащих, учащихся всех типов учебных заведений; сёла, города и уезды».

### Нормы представительства
Организации с числом членов менее 50 имели право направить одного делегата с решающим голосом, от 50 до 100 — двух, от 100 до 200 — трёх, от 200 до 300 — четырёх, свыше 300 — пятерых. 
Нормы эти разработал лично Михаил Грушевский. В своих «Воспоминаниях» он писал:

…для съезда я выработал смешанную систему представительства, так что в ней, кроме представительства национального, было нечто и от территориального представительства. Представительство предоставлялось украинским национальным организациям — от каждых десяти объединённых в какую-либо организацию украинцев можно было направить на съезд одного представителя; но одного представителя могла послать и каждая сельская община, которая бы этого захотела, каждая фабрика или завод, и каждая войсковая часть. Лишь такие представители, наделённые мандатами, будут иметь право решающего голоса на съезде — это мы подчёркивали, чтобы не дать повода трактовать его как самовольное и безответственное сборище — все остальные гости не будут иметь права голоса..
Оригинальный текст (укр.)…для з'їзду я виробив систему представництва мішану, так що в ній, крім представництва національного, було дещо і від представництва територіального. Представництво давалось українським національним організаціям — від кожних десяти організованих в якійсь організації українців можна було послати на з'їзд одного представника; але одного представника могла послати і кожна сільська громада, котра б того схотіла, кожна фабрика чи завод, і кожна військова частина. Тількі такі представники, наділені письменними мандатами, матимуть право рішаючого голосу на з'їзді — се ми підчеркували, щоб не дати притоки трактувати його як самочинне і невідповідальне зборище — всі інші гості будуть на з'їзді гістьми без права голосу.

### Прибытие делегатов и гостей
Опасения организаторов, что недостаточная информированность, неудовлетворительная работа транспорта и, возможно, низкая политическая активность украинского общества могут сказаться на представительности съезда, не оправдались. На съезде были широко представлены все украинские губернии, различные слои населения, многие политические партии (УПСР, УСДРП, УПСФ, «самостийники», общественные движения, крестьянские союзы, студенческие общества, кооперативные организации. Прибыли представители украинских общин Петрограда, Москвы, Кубани, Воронежской губернии, Бессарабии, Саратова и других территорий за пределами Украины. 
Почётное место среди делегатов заняли известные украинские культурные и общественные деятели — Михаил Грушевский, Владимир Винниченко, Сергей Ефремов, Илья Шраг, Петр Стебницкий, Людмила Старицкая-Черняховская, Дмитрий Дорошенко, Степан Ерастов, Модест Левицкий.
Одним из участников съезда был член ЦК УСДРП Симон Петлюра, в то время председатель Украинской фронтовой рады Западного фронта.

## Ход съезда

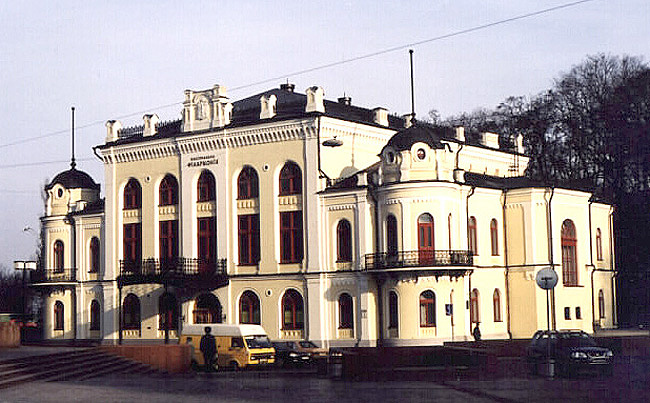
Здание Национальной филармонии Украины в Киеве

Заседания съезда проходили в Киеве в зале Купеческого собрания (теперь Национальная филармония Украины, Владимирский спуск, 2).
В течение трёх дней состоялось более 300 публичных выступлений, не считая огромного количества (более 350) зачитанных приветствий, поступивших в адрес съезда практически из всех уголков Украины и из-за её пределов.

### Первый день
В первый день работы съезда, 6 (19) апреля 1917 года, были представлены и обсуждены доклады:
- «Право на государственность и требования федерализации на Украине (укр. Державне право і федеративні змагання на Україні)» (докладчик Дмитрий Дорошенко);
- «Федерализм. Лозунг демократической федеративной Российской Республики (укр. Федералізм. Домагання демократичної федеративної Російської Республіки)» (докладчик Александр Шульгин);
- «Автономия широкая и неограниченная, национально-территориальная и национальная. Требование широкой национально-территориальной автономии Украины и права национальных меньшинств и их обеспечение (укр. Автономія широка і необмежена, національно-територіальна й національна. Домагання широкої національно-територіальної автономії України і права національних меншостей та їх забезпечення)» (докладчик Фёдор Матушевский)

В завершение первого дня работы съезда по предложению Михаила Грушевского была зачитана и с некоторыми поправками единогласно принята резолюция, выражавшая настроения украинского общества:

- 1. В соответствии с историческими традициями и современными реальными потребностями украинского народа, съезд признаёт, что только национально-территориальная автономия Украины в состоянии удовлетворить чаяния нашего народа и всех других народов, живущих на украинской земле,
- 2. что полной гарантией этого автономного статуса Украины, как и других автономных регионов России, будет федерация,
- 3. поэтому единственной приемлемой формой государственного устройства съезд считает Российскую федеративную демократическую республику,
- 4. а одним из главных принципов украинской автономии — полное обеспечение прав национальных меньшинств, которые живут на Украине".

Оригинальный текст (укр.)
- 1. Згідно з історичними традиціями і сучасними реальними потребами українського народу з'їзд вважає, що тільки національно-територіальна автономія України забезпечить потреби нашого народу і всіх інших народностей, котрі живуть на Українській Землі.
- 2. Що той автономний устрій України, а також і иньших автономних країн Росії матимуть повні гарантії для себе в федеративнім ладі.
- 3. Тому єдиною відповідною формою державного устрою з'їзд вважає федеративну демократичну Республіку Російську
- 4. А одним з головних принципів української автономії - повне забезпечення прав національних меншостей, які живуть на Україні

На следующий день съезд принял дополнение к четвёртому пункту резолюции:

Съезд признаёт необходимым, чтобы в тех регионах Федеративной Российской Республики, в которых украинский народ составляет меньшинство населения, украинскому народу были обеспечены права меньшинства на таких же условиях, на которых на Украине обеспечиваются права меньшинства неукраинцев.
Оригинальный текст (укр.)З'їзд визнає необхідним, щоби в тих країнах Федеративної Російської Республіки, в яких український народ складає меншість людности, українському народові будуть забезпечені права меншости на таких же умовах, на яких на Україні забезпечуються права меншости неукраїнців.

### Второй день
7 (20) апреля делегаты съезда заслушали доклады:
- «Основные принципы организации украинской автономии» (Михаил Ткаченко)
- «Пути и способы фактического создания автономии Украины» (Фёдор Крыжановский)
- «О территории и населении автономной Украины» (Валентин Садовский)
- «Об обеспечении прав национальных меньшинств» (П. Понятенко)
- «Конкретные украинские требования к Временному правительству» (С. Колос)

По результатам работы второго дня съезда была принята следующая резолюция:

- 1) Украинский национальный съезд, признавая за Российским Учредительным собранием право утверждения нового государственного строя в России, в том числе автономии Украины, и федеративного устройства Российской Республики, считает, однако, что до созыва Российского Учредительного собрания сторонники нового строя на Украине не могут оставаться пассивными, но в согласии с национальными меньшинствами Украины должны незамедлительно создавать основы своего автономного существования.
- 2) Украинский съезд, идя навстречу пожеланиям Временного правительства относительно организации и объединения общественных сил, признаёт необходимым немедленное формирование Краевой Рады (Областного Совета) из представителей украинских регионов и городов, народностей и общественных слоёв, причём инициативу в этом вопросе должна проявить Украинская центральная рада.
- 3) Украинский съезд, признавая право всех наций на политическое самоопределение, считает: а) что границы между государствами должны быть установлены в соответствии с волей приграничного населения; б) для обеспечения этого необходимо, чтобы на мирную конференцию были допущены, кроме представителей воюющих держав, и представители народов, на территории которых происходит война, в том числе и Украины.

Оригинальный текст (укр.)
- 1) Український національний з'їзд, признаючи за Російськими Установчими зборами право санкції нового державного ладу в Росії, в тім і автономії України, і федеративного устрою Російської Республіки, вважає, однак, що до скликання Російських Установчих зборів прихильники нового ладу на Україні не можуть залишатися пасивними, але в порозумінні з меншими народностями України мають негайно творити підстави її автономного життя.
- 2) Український з'їзд, йдучи назустріч бажанням Тимчасового правительства щодо організації і об'єднання громадських сил, признає негайною потребою організацію Краєвої Ради (Областного Совета) з представників українських країв і міст, народностей і громадських верств, до чого ініціативу повинна взяти Українська Центральна Рада.
- 3) Український з'їзд, визнаючи право всіх націй на політичне самоопреділення, вважає: а) що кордони між державами повинні бути встановлені згідно з волею пограничної людности; б) що для забезпечення того необхідно, щоб були допущені на мирну конференцію, крім представників воюючих держав, і представники тих народів, на території яких відбувається війна, в тім і України.

Как отмечает В. Солдатенко, съезд таким образом убедительно продемонстрировал, что автономно-федералистские настроения практически безраздельно господствовали в украинской среде. Немногочисленные сторонники самостоятельности (самостийники) имели все основания для серьёзных разочарований.
Газеты торжественно описывали второй день собрания как «день незабываемо величественного братания представителей почти всех народов России», в котором «отразились настроения всех негосударственных народов, стремящихся обрести свободу».

### Третий день
Последний день работы съезда был посвящён проведению выборов Центральной Рады.

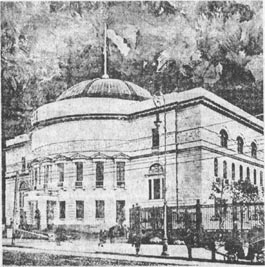
Здание Центральной Рады

Председателем УЦР практически единогласно был избран Михаил Грушевский (за — 588 голосов, и по 5 голосов было отдано за каждого из других претендентов на эту должность). Заместителями председателя были избраны Владимир Винниченко и Сергей Ефремов.
В состав Центральной рады было избрано 115 депутатов:
 — от просветительских и иных организаций города Киева — 13;
 — от киевских войсковых организаций — 8;
 — от кооперативных организаций, Селянского союза, учителей и студенчества — по 5;
 — от Украинского женского союза — 1;
 — от Союза украинских автономистов-федералистов — 5;
 — от УСДРП — 4;
 — от УПСР — по 3;
 — от самостийников — 1;
 — от большинства губернских городов — по 3;
 — от губерний (в дополнение к губернским центрам) — по 4 депутата;
Получили представительство в Центральной раде и украинцы Кубани, Бессарабию, Петрограда, Москвы, Ростов, Саратова.
Естественно, среди членов Центральной Рады высоким оказался удельный вес активных участников национального движения (Иван Стешенко, Людмила Старицкая-Черняховская, Андрей Яковлев, Дмитрий Дорошенко, Вячеслав Прокопович, Евгений Чикаленко, Фёдор Матушевский, Андрей Никовский, Александр Шульгин, Александр Степаненко, Николай Стасюк, Михаил Ткаченко, Валентин Садовский, Николай Михновский и др.). В то же время немало депутатских мандатов получила и перспективная молодёжь, вышедшая на арену активной политической деятельности (Павел Христюк, Николай Шраг, Михаил Еремиев, Лев Чикаленко, Николай Любинский, Николай Левитский, Виктор Павелко, С. Колос).
На первом же организационном собрании, состоявшемся 8 апреля, Михаил Грушевский предложил избрать исполнительный орган — Комитет Центральной украинской рады (позже стал именоваться Малой радой) в составе 20 человек.
Сразу же после съезда состав Центральной рады стал увеличиваться за счёт вхождения в неё новых членов.

#### Решения
В завершение третьего дня работы национальный съезд принял резолюцию:

- 1) Украинский национальный съезд протестует против претензий на непольские земли, заявленных временным Польским Государственным советом в декларации на призыв Временного правительства России к объединению польского народа со свободной российской державой. Украинский народ не потерпит никаких попыток к захвату прав на территорию Украины, политую его потом и кровью.
- 2) Украинский национальный съезд, выслушав заявления и конкретные предложения украинских делегатов армии и флота, поручает Центральной раде передать эти конкретные требования Временному правительству.
- 3) Украинский национальный съезд постановил направить приветствия украинцам на фронте.
- 4) Украинский национальный съезд поручает Центральной раде взять на себя, как можно скорее, инициативу союза народов России, которые добиваются, как и украинцы, национально-территориальной автономии на демократической основе в Федеративной Российской Республике.
- 5) Украинский национальный съезд поручает Центральной раде организовать из своих депутатов и представителей национальных меньшинств комитет для выработки проекта автономного статута Украины. Этот статут должен быть представлен на утверждение украинскому съезду, который должен выражать волю населения всей территории Украины. Утверждение автономного устройства Украины признаётся, согласно резолюции предыдущих дней, за Учредительным собранием.
- 6) Украинский национальный съезд, выслушав переданные ему от съезда Селянского союза резолюции относительно запрета продажи и заклада земли и лесов, а также долгосрочной аренды подземных богатств (уголь, руды и др.), постановляет передать их Центральной раде для соответствующего заявления Временному правительству.

Оригинальный текст (укр.)
- 1) Український національний з'їзд протестує проти претензій на землі непольські, заявлені тимчасовою Польською Державною Радою в декларації на заклик Тимчасового уряду Російського до з'єднання польського народу з вільною російською державою. Народ український не потерпить ніяких намагань до захоплення прав на територію України, политу його потом і кров’ю.
- 2) Український національний з'їзд, вислухавши заяви і конкретні пропозиції українських делегатів армії і флоту, доручає Центральній Раді ті конкретні домагання подати Тимчасовому уряду.
- 3) Український національний з'їзд ухвалив послати привітання українцям на фронт.
- 4) Український національний з'їзд доручає Центральній Раді взяти, якомога скоріше, ініціативу союзу тих народів Росії, які домагаються, як і українці, національно-територіальної автономії на демократичних підставах в Федеративній Російській Республіці.
- 5) Український національний з'їзд ухвалює доручити Центральній Раді організувати з своїх депутатів і представників національних меншин комітет для вироблення проекту автономного статуту України. Цей статут має бути запропонований для затвердження конгресові України, організованому так, щоб він висловлював волю людности всеї території України. Санкція автономного устрою України визнається, згідно з резолюцією попередніх днів, за Установчими зборами.
- 6) Український національний з'їзд, вислухавши передані йому зі зборів Селянської спілки резолюції щодо заборони, продажу й закладу землі і лісів, а також довгострокової оренди скарбів підземних (вугілля, руди та инших), постановляє передати їх Центральній Раді для відповідної заяви Тимчасовому урядові

## Значение Всеукраинского съезда
Всеукраинский национальный съезд выполнил задачи, которые ставили перед ним организаторы, стал важным шагом в развитии украинского национального движения и продемонстрировал Временному правительству серьёзность и принципиальный характер требований украинского общества.
Съезд показал стремление лидеров Центральной рады обеспечить легитимность её как руководящего органа украинского национального движения, стал первым реальным шагом к созданию украинской государственности. Он сыграл важную роль в деле подъёма авторитета Центральной рады, превращения её в верховный орган и центр украинской политической жизни и национально-освободительного движения. По выражению В. Винниченко, после съезда Украинская центральная рада стала «действительно представительским, законным (по законам революционного времени) органом всей украинской демократии».
Всеукраинским национальным съездом закончился процесс формирования Центральной рады и начался второй период её деятельности — период борьбы за автономию Украины в рамках российского федеративного государства.

## Дальнейшие события
Резолюция Национального съезда получила широкую поддержку. В мае под эгидой Рады прошёл ряд «всеукраинских» съездов: военный, крестьянский, рабочий, кооперативный. Решительное требование «немедленного провозглашения особым актом принципа национально-территориальной автономии» содержалось и в решениях Первого Всеукраинского военного съезда (5—8 (18—21) мая).
На основе резолюций съездов Рада составила специальный меморандум Временному правительству. В первом пункте документа говорилось, что «от Временного правительства ожидается выражение в том или другом акте принципиально-благожелательного отношения» к лозунгу автономии. Выдвигалось требование участия «представителей украинского народа» в международном обсуждении «украинского вопроса», причём предлагалось немедленно «предпринять подготовительные практические шаги по сношению с зарубежной Украиной». Пятый пункт меморандума гласил: «В интересах поднятия боевой мощи армии и восстановления дисциплины необходимо проведение в жизнь выделения украинцев в отдельные войсковые части как в тылу, так, по возможности, и на фронте». Остальные пункты предусматривали распространение украинизации начальной школы на среднюю и высшую «как в отношении языка, так и предметов преподавания», украинизацию административного аппарата, субсидирование украинских властных структур из центра, амнистию или реабилитацию репрессированных лиц украинской национальности.
Меморандум УЦР был рассмотрен на заседании Юридического совещания Временного правительства, однако внятного, чёткого решения по поводу выставленных требований принято не было. Не найдя взаимопонимания с Временным правительством и Петросоветом, делегация вернулась в Киев.
Неудачные переговоры в Петрограде подтолкнули УЦР к более решительным действиям. 3 (16) июня было опубликовано Правительственное сообщение об «отрицательном решении по вопросу об издании акта об автономии Украины». В тот же день на Четвёртом общем собрании Центральной рады было решено обратиться к украинскому народу с призывом «организоваться и приступить к немедленному заложению фундамента автономного строя на Украине».

## Память

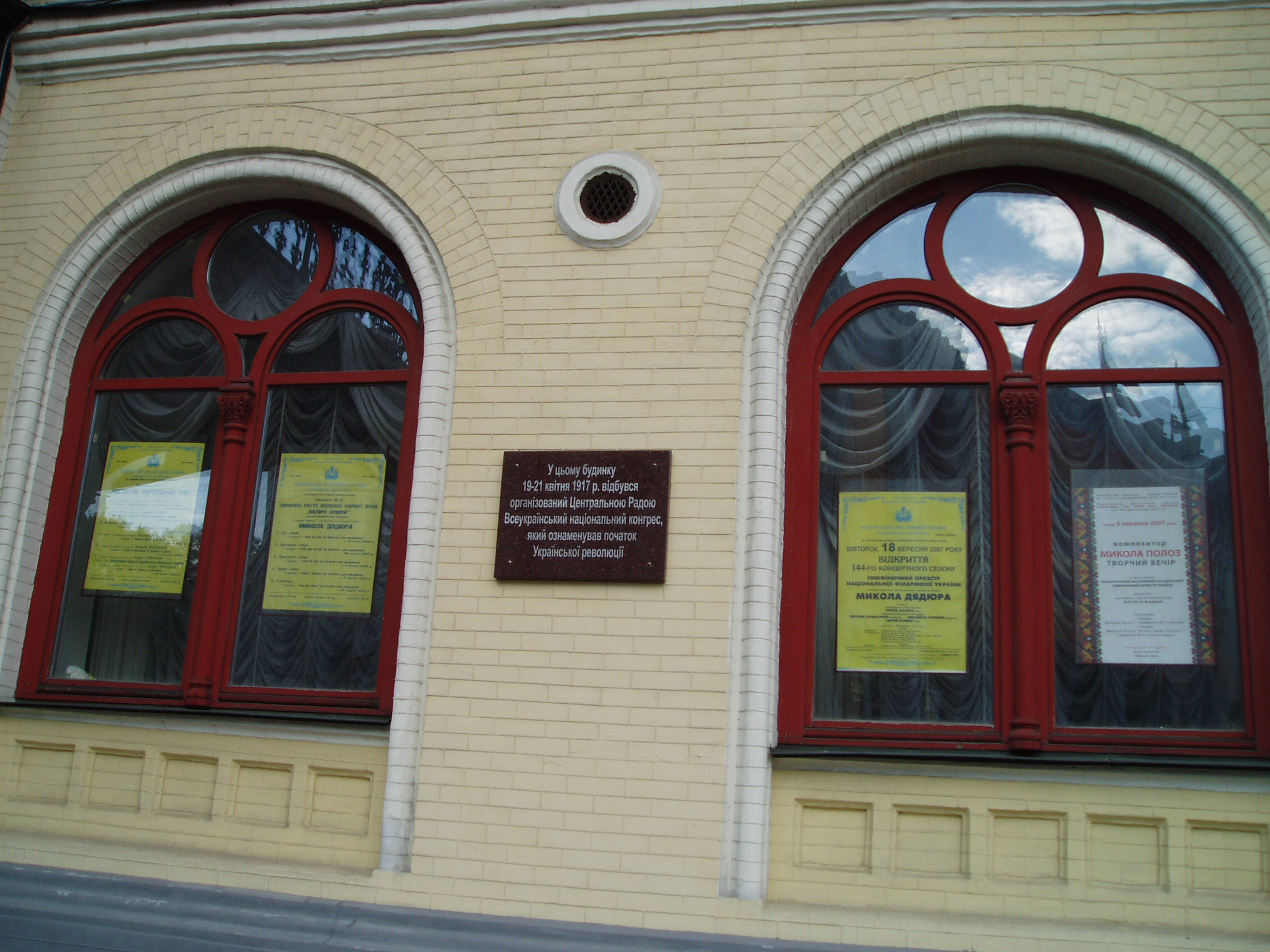
Мемориальная доска, установленная на стене Национальной филармонии в Киеве

В 2007 году украинская общественность отметила 90-летие Всеукраинского национального съезда. В своём обращении по случаю юбилея Президент Украины Виктор Ющенко отметил:
«Сьогодні з особливою шаною ми відзначаємо 90-ту річницю проведення у Києві Українського національного конгресу — події, яка стала провісником Української революції 1917—1921 років. …
Із формуванням Української Центральної ради конгрес відновив на нашій землі традицію демократичного правління у руслі загальноєвропейського життя і цивілізаційного вибору. Рішення форуму стали внеском у творення єдиної національної ідеї, завдяки якій ми витримали усі випробування і катаклізми минулого століття і утвердили сучасну Україну»
20 августа 2007 года, во исполнение указа президента Украины, городской голова Киева Леонид Черновецкий подписал распоряжение об установлении на фасаде Национальной филармонии Украины мемориальной доски, посвященной 90-й годовщине проведения съезда, с таким текстом:
«У цьому будинку 19-21 квітня 1917 року відбувся Український національний конгрес, який ознаменував початок Української революції 1917—1921 років»